# Tratado de Carrión
O Tratado de Carrión é um tratado assinado em 22 de fevereiro de 1140 em Carrión de los Condes, atual província de Palencia (Espanha), entre os cunhados Afonso VII Rei de Leão e Castela e o Conde Ramón Berenguer IV, que devido a seu compromisso com Petronila, filha de Ramiro II, governou de fato no Reino de Aragão, com a finalidade de dividir o Reino de Navarra sob o mandato de García Ramírez.
Em suas cláusulas estava previsto que as cidades e terras da margem esquerda do rio Ebro passariam para as mãos do Reino de Castela. Ramón Berenguer IV ficaria com os lugares e regiões que García Ramírez tinha tomado nos três anos de guerra fronteiriça entre Navarra e Aragón (1137-1140). Do resto seriam feitas três partes: uma, na qual se incluía a cidade de Estella, iria para Afonso VII; e os outros dois, nos quais Pamplona estaria, passariam para as mãos de Aragão.

O texto é o seguinte:
Este é o acordo e acerto feito entre o ilustre Afonso VII, Imperador da Hispânia, e Ramón Berenguer IV, Conde de Barcelona e Príncipe dos Aragoneses. Fundamentalmente, concordaram com a terra que García, o rei dos Pamploneses, tem, a saber: que o mencionado imperador Alfonso tenha Marañon e todas as terras que seu avô, o rei Alfonso, tinha desde o Ebro até Pamplona. faleceu; Por outro lado, do resto da terra que o rei García tem, que o cônsul do povo de Barcelona tem tudo o que pertence ao reino de Aragão, sem prestar homenagem a ele, assim como os reis Sancho Ramírez e Pedro I; da outra terra de Pamplona, pela qual os Reis Sancho e Pedro prestaram homenagem a Afonso VI, Rei de Leão, que Afonso tem um terço e o Conde de Barcelona Ramón os outros dois terços; e que estes dois terços prestem ao imperador Afonso a mesma homenagem que D. Sancho e D. Pedro prestaram ao rei Afonso VI, avô do imperador Afonso. Por outro lado, que na terceira parte do imperador há o castelo de Estella e nas duas partes do conde a cidade de Iruña (Pamplona). Além disso, o venerável imperador Alfonso e o ilustre conde Ramón dos barceloneses concordaram com isso: que qualquer que fosse a maneira pela qual pudessem recuperar ou adquirir as terras de Pamplona que deveriam ser distribuídas como foi dito, já era para ambos ao mesmo tempo, para um sem o outro ou para seus homens, que o imperador tinha a terceira parte e os já mencionados contam as outras duas até a adquirirem integralmente. E quando tudo estiver adquirido, que eles o dividam entre si da maneira prescrita e o segurem firmemente. Este acordo e concórdia foi feito em Carrión nove dias antes das Calendas de março, ano da encarnação do Senhor CXXXVIII depois do milésimo, foi milésimo CLXXVIII, ano 1139, na presença de Dom Berenguer, bispo de Salamanca, Bernardo, bispo de Sigüenza, Pedro, bispo eleito de Burgos, e dezoito condes e nobres que estão presentes na cúria do imperador
Este foi um dos vários documentos em que os reis castelhanos e aragoneses propuseram a divisão de Navarra, como aconteceu também nos anos de 1151, 1157 e 1198. Nestes acordos o reino, uma vez conquistado, seria dividido aproximadamente pela linha que traça o curso do rio Arga.
Ramón Berenguer atacou Navarra antes do verão desse mesmo ano entrando no vale de Lónguida e Pamplona e derrotando García Ramírez pouco depois em Ejea de los Caballeros. Por outro lado, o exército castelhano aproximou-se da fronteira de Navarra e se estabeleceu em Calahorra, enquanto o rei navarro saiu ao seu encontro e se estabeleceu em Alfaro. Algumas escaramuças se seguiram. Afonso VII não estava muito convencido de que Aragão conseguiria conquistar Navarra, então entrou em negociações com o monarca navarro, por meio da mediação de Afonso Jordán, Conde de Tolosa, primo de Afonso VII. Chegaram a um acordo de paz em que intervieram magnatas e prelados, especialmente o bispo de Pamplona e o prior da igreja de Tudela. Neste acordo assinado em 25 de outubro de 1140, foi arranjado o casamento da infanta Blanca, nascida e criada em Tudela, com o príncipe Sancho, filho mais velho de Afonso VII, que na época tinha sete anos. O noivado foi realizado no mesmo campo usado para a batalha, deixando a princesa navarra, que também era menor, na corte de Castela. O conde Ramón Berenguer IV não entrou neste acordo de paz, que continuou a atacar as fronteiras de Navarra.